# Rödögd bulbyl
Rödögd bulbyl (Pycnonotus brunneus) är en fågel i familjen bulbyler inom ordningen tättingar.

## Utseende och läte
Rödögd är en enfärgat brun bulbyl med mattröda ögon. Den beigebruna undergumpen skiljer den från rödögda formen av blekgumpad bulbyl. Den har vidare vare sig olivvingade bulbylens olivgröna vingfläckar eller streckörade bulbylens streckade örontäckare. Det röda ögat är heller inte omgivet av en orange rödring som hos glasögonbulbylen. Sången består av en rätt monoton serie med stigande visslingar.

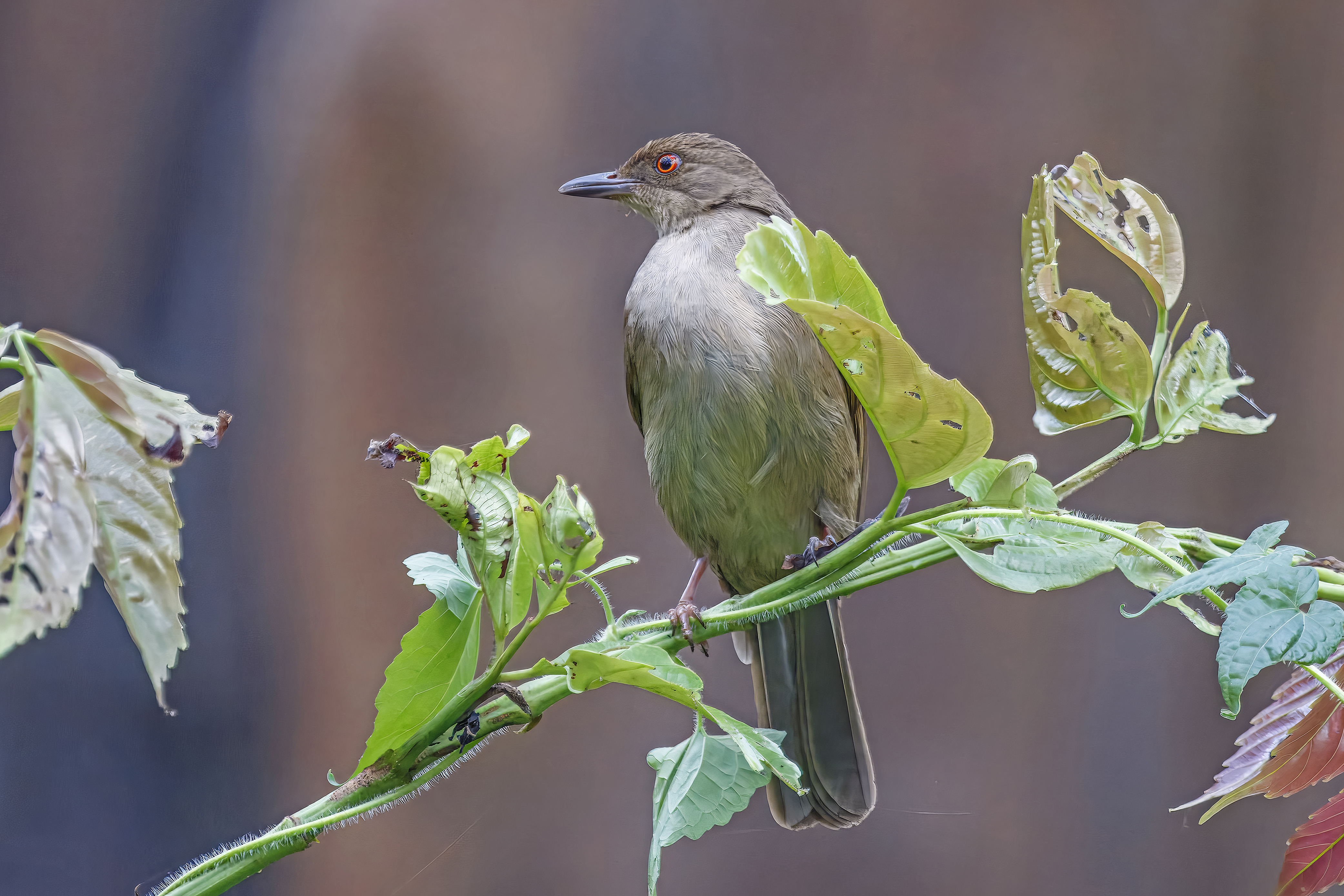

## Utbredning och systematik
Rödögd bulbyl förekommer i Sydostasien och delas in i två underarter med följande utbredning:
- Pycnonotus brunneus brunneus – förekommer i låglandsområden på Malackahalvön, Sumatra, Borneo och näraliggande öar
- Pycnonotus brunneus zapolius – förekommer på Anambasöarna (Sydkinesiska havet)

## Levnadssätt
Rödögd bulbyl är en skogslevande fågel. Den födosöker huvudsakligen i skogens mellersta och översta skikt, ofta med andra arter i blandade flockar.

## Status och hot
Arten har ett stort utbredningsområde, men tros minska i antal, dock inte tillräckligt kraftigt för att den ska betraktas som hotad. Internationella naturvårdsunionen IUCN listar därför arten som livskraftig (LC).